# Dicastillo
Dicastillo – gmina w Hiszpanii, w Nawarze, o powierzchni 33,41 km². W 2011 roku gmina liczyła 688 mieszkańców.